# Cheilosia bombiformis
Cheilosia bombiformis är en tvåvingeart som först beskrevs av Matsumura 1916.  Cheilosia bombiformis ingår i släktet örtblomflugor, och familjen blomflugor. Inga underarter finns listade i Catalogue of Life.